# 《死侍》获奖名单
是根据漫威漫畫同名人物改编的2016年美国超級英雄電影，二十世纪福克斯发行，是第八部《X战警》系列电影。影片由提姆·米勒执导，雷特·瑞斯与保羅·韋尼克编剧，萊恩·雷諾斯扮演男主角死侍，其他主要演员包括莫雷纳·巴卡林、艾德·斯克林、托德·約瑟夫·米勒、吉娜·卡拉諾、莱斯莉·奥加姆斯、布莉安娜·海德布蘭德、史提芬·卡皮契。电影讲述韦德·威尔森在他人迫害下毁容的同时意外取得异变超能力，变成说话特多、经常打破第四面墙的反英雄。
《死侍》的前期开发因各种原因拖延十年后才获福克斯开绿灯，5800万美元的预算远低于大部分超级英雄大片。雷諾斯在《X戰警：金鋼狼》扮演的死侍反响不佳，首次导演电影的与剧组其他人员创作时更能自由发挥，满足各自设想，着重再现漫画的氛围、幽默、暴力。电影2016年2月8日在巴黎首映，12日在美国上映。电影商业评价双丰收，全球票房达7.83亿美元，爛番茄上346票评论的认可度达八成五。
《死侍》获众多荣誉肯定，演员方向以雷諾斯的演出最受好评，电影在化妆、音效、视觉效果等技术领域赢得认可，还有奖项肯定本片的大力宣传推广。影片入围两项金球獎、四项评论家选择电影奖（两项胜出）、一项美国导演工会奖、五项帝國獎、七项金预告片奖（拿下两项）、八项MTV影視大獎（两项获奖）、四项人民选择奖（两项得奖）、六项青少年选择奖（两项胜出）、三项土星獎（拿下一项）、美国编剧工会奖、雨果奖、美國製片人協會奖各一项；电影的市场宣传入围两项主要艺术奖而且全部胜出。此外，《死侍》还入选许多影评人的2016年十大佳片。

## 荣誉
| 机构               | 颁奖日期       | 奖项                             |                                                                                            | 结果 | 参考          |
| ------------------ | -------------- | -------------------------------- | ------------------------------------------------------------------------------------------ | ---- | ------------- |
| MTV影視大獎        | 2016年4月10日  | 最佳女演员                       | 莫雷纳·巴卡林                                                                              | 提名 | [ 14 ]        |
| MTV影視大獎        | 2016年4月10日  | 最佳动作演出                     | 萊恩·雷諾斯                                                                                | 提名 | [ 14 ]        |
| MTV影視大獎        | 2016年4月10日  | 最佳喜剧演出                     | 萊恩·雷諾斯                                                                                | 獲獎 | [ 14 ]        |
| MTV影視大獎        | 2016年4月10日  | 最佳男演员                       | 萊恩·雷諾斯                                                                                | 提名 | [ 14 ]        |
| MTV影視大獎        | 2016年4月10日  | 最佳                             | 莫雷纳·巴卡林与萊恩·雷諾斯                                                                 | 提名 | [ 14 ]        |
| MTV影視大獎        | 2016年4月10日  | 最佳反派                         | 艾德·斯克林                                                                                | 提名 | [ 14 ]        |
| MTV影視大獎        | 2016年4月10日  | 最佳打斗                         | 萊恩·雷諾斯对抗艾德·斯克林                                                                 | 獲獎 | [ 14 ]        |
| MTV影視大獎        | 2016年4月10日  | 最佳电影                         | 《》                                                                                       | 提名 | [ 14 ]        |
| 金预告片奖         | 2016年5月4日   | 最佳演出                         | 《预告片B：强劲力道》                                                                      | 提名 | [ 15 ]        |
| 金预告片奖         | 2016年5月4日   | 最佳演出                         | 《DOM TRLR E：强劲力道在线》                                                               | 提名 | [ 15 ]        |
| 金预告片奖         | 2016年5月4日   | 最佳动作                         | 《DOM TRLR E：强劲力道在线》                                                               | 獲獎 | [ 15 ]        |
| 金预告片奖         | 2016年5月4日   | 最佳音乐                         | 《预告片B：强劲力道》                                                                      | 獲獎 | [ 15 ]        |
| 金预告片奖         | 2016年5月4日   | 最原创                           | 《预告片B：强劲力道》                                                                      | 提名 | [ 15 ]        |
| 金预告片奖         | 2016年5月4日   | 最佳喜剧电视广告                 | 《夜》                                                                                     | 提名 | [ 15 ]        |
| 金预告片奖         | 2016年5月4日   | 最佳电影宣传病毒视频             | 《死侍的礼物》                                                                             | 提名 | [ 15 ]        |
| 青少年选择奖       | 2016年7月31日  | 最佳动作片                       | 《死侍》                                                                                   | 獲獎 | [ 16 ]        |
| 青少年选择奖       | 2016年7月31日  | 最佳动作/冒险片男演员            | 萊恩·雷諾斯                                                                                | 提名 | [ 16 ]        |
| 青少年选择奖       | 2016年7月31日  | 最佳动作/冒险片女演员            | 莫雷纳·巴卡林                                                                              | 提名 | [ 16 ]        |
| 青少年选择奖       | 2016年7月31日  | 最佳电影反派                     | 艾德·斯克林                                                                                | 提名 | [ 16 ]        |
| 青少年选择奖       | 2016年7月31日  | 最具突破影星                     | 布莉安娜·海德布蘭德                                                                        | 提名 | [ 16 ]        |
| 青少年选择奖       | 2016年7月31日  | 最佳银幕暴怒演出                 | 萊恩·雷諾斯                                                                                | 獲獎 | [ 16 ]        |
| Imagen奖           | 2016年9月9日   | 最佳电影女主角                   | 莫雷纳·巴卡林                                                                              | 提名 | [ 17 ]        |
| 主要艺术奖         | 2016年10月20日 | 最佳户外营销                     | 《表情符号广告牌》                                                                         | 獲獎 | [ 18 ]        |
| 主要艺术奖         | 2016年10月20日 | 最佳整合营销                     | 《死侍》                                                                                   | 獲獎 | [ 18 ]        |
| 好莱坞音乐传媒奖   | 2016年11月17日 | 最佳原声唱片                     | 《死侍》                                                                                   | 提名 | [ 19 ]        |
| 好莱坞音乐传媒奖   | 2016年11月17日 | 最佳电影音乐监督                 | 约翰·霍利汉                                                                                | 提名 | [ 19 ]        |
| 评论家选择电影奖   | 2016年12月11日 | 最佳动作片                       | 《死侍》                                                                                   | 提名 | [ 20 ]        |
| 评论家选择电影奖   | 2016年12月11日 | 最佳动作男主角                   | 萊恩·雷諾斯                                                                                | 提名 | [ 20 ]        |
| 评论家选择电影奖   | 2016年12月11日 | 最佳喜剧片                       | 《死侍》                                                                                   | 獲獎 | [ 20 ]        |
| 评论家选择电影奖   | 2016年12月11日 | 最佳喜剧男主角                   | 萊恩·雷諾斯                                                                                | 獲獎 | [ 20 ]        |
| 聖地牙哥影評人協會 | 2016年12月12日 | 最佳喜剧演出                     | 萊恩·雷諾斯                                                                                | 提名 | [ 21 ]        |
| 卫星奖             | 2017年2月19日  | 最佳视觉效果                     | 《死侍》                                                                                   | 提名 | [ 22 ]        |
| 圣路易斯影评人协会 | 2016年12月18日 | 最佳动作片                       | 《死侍》                                                                                   | 提名 | [ 23 ]        |
| 圣路易斯影评人协会 | 2016年12月18日 | 最佳喜剧                         | 《死侍》                                                                                   | 提名 | [ 23 ]        |
| 圣路易斯影评人协会 | 2016年12月18日 | 最佳桥段                         | 片头字幕                                                                                   | 提名 | [ 23 ]        |
| 金球獎             | 2017年1月8日   | 最佳影片（音乐剧/喜剧类）        | 《死侍》                                                                                   | 提名 | [ 24 ]        |
| 金球獎             | 2017年1月8日   | 最佳电影男主角（音乐剧/喜剧类）  | 萊恩·雷諾斯                                                                                | 提名 | [ 24 ]        |
| 人民选择奖         | 2017年1月18日  | 最佳电影                         | 《死侍》                                                                                   | 提名 | [ 25 ] [ 26 ] |
| 人民选择奖         | 2017年1月18日  | 最佳电影男主角                   | 萊恩·雷諾斯                                                                                | 獲獎 | [ 25 ] [ 26 ] |
| 人民选择奖         | 2017年1月18日  | 最佳动作片                       | 《死侍》                                                                                   | 獲獎 | [ 25 ] [ 26 ] |
| 人民选择奖         | 2017年1月18日  | 最佳动作男演员                   | 萊恩·雷諾斯                                                                                | 提名 | [ 25 ] [ 26 ] |
| 美国选角协会       | 2017年1月19日  | 大成本喜剧片类                   | 罗纳·克雷斯、詹妮弗·佩奇、科琳·克拉克                                                      | 提名 | [ 27 ]        |
| 美国剪辑师工会     | 2017年1月27日  | 最佳喜剧或音乐剧剪辑             | 祖利安·格克                                                                                | 提名 | [ 28 ]        |
| 美國製片人協會     | 2017年1月28日  | 最佳院线电影                     | 賽門·金柏格、萊恩·雷諾斯、劳伦·舒勒·唐纳                                                   | 提名 | [ 29 ]        |
| 美国导演工会奖     | 2017年2月4日   | 最佳长片电影处女作导演           | 提姆·米勒                                                                                  | 提名 | [ 30 ]        |
| 美国视觉效果工会   | 2017年2月7日   | 最佳照片级真实感渲染长片环境创作 | 高速公路突击：赛斯·希尔、吉迪亚·史密斯、劳伦特·泰勒弗、马克-安托尼·帕奎因                  | 提名 | [ 31 ]        |
| 音乐监督工会奖     | 2017年2月16日  | 预算超2500万美元电影最佳音乐监督 | 约翰·霍利汉                                                                                | 提名 | [ 32 ]        |
| 金卷轴奖           | 2017年2月19日  | 英语电影音效剪辑                 | 吉姆·布鲁克希尔、韦恩·莱默、特里·多曼、本·比尔德伍德、劳拉·格雷厄姆、凯泽                  | 提名 | [ 33 ]        |
| 金卷轴奖           | 2017年2月19日  | 英语电影拟音效果                 | 韦恩·莱默、吉姆·布鲁克希尔、丹·奥康奈尔、约翰·库奇、克雷格·汉尼根、沃伦·亨德里克斯、李爱林 | 提名 | [ 33 ]        |
| 化妆师与发型师工会 | 2017年2月17日  | 最佳长片电影化妆特效             | 比尔·科尔索、安德鲁·克莱门特                                                               | 提名 | [ 34 ]        |
| 美国编剧工会奖     | 2017年2月19日  | 最佳改编剧本                     | 雷特·瑞斯、保羅·韋尼克                                                                     | 提名 | [ 35 ]        |
| 金德比奖           | 2017年2月21日  | 最佳改编剧本                     | 雷特·瑞斯、保羅·韋尼克                                                                     | 提名 | [ 36 ]        |
| 金德比奖           | 2017年2月21日  | 最佳化妆与发型设计               | 比尔·科尔索                                                                                | 提名 | [ 36 ]        |
| All Def电影奖      | 2017年2月22日  | 最佳超级英雄象征搭档             | 莱斯莉·奥加姆斯                                                                            | 獲獎 | [ 37 ]        |
| 公关协会奖         | 2017年2月24日  | 马克斯·维恩博格奖                | 《死侍》                                                                                   | 獲獎 | [ 38 ]        |
| 帝國獎             | 2017年3月19日  | 最佳喜剧片                       | 《死侍》                                                                                   | 提名 | [ 39 ]        |
| 帝國獎             | 2017年3月19日  | 最佳男主角                       | 萊恩·雷諾斯                                                                                | 提名 | [ 39 ]        |
| 帝國獎             | 2017年3月19日  | 最佳影片                         | 《死侍》                                                                                   | 提名 | [ 39 ]        |
| 帝國獎             | 2017年3月19日  | 最佳编剧                         | 《死侍》                                                                                   | 獲獎 | [ 39 ]        |
| 帝國獎             | 2017年3月19日  | 最佳服装设计                     | 《死侍》                                                                                   | 提名 | [ 39 ]        |
| 土星獎             | 2017年6月21日  | 最佳漫画改编电影                 | 《死侍》                                                                                   | 提名 | [ 40 ]        |
| 土星獎             | 2017年6月21日  | 最佳电影男主角                   | 萊恩·雷諾斯                                                                                | 獲獎 | [ 40 ]        |
| 土星獎             | 2017年6月21日  | 最佳编剧                         | 雷特·瑞斯、保羅·韋尼克                                                                     | 提名 | [ 40 ]        |
| 雨果奖             | 2017年8月11日  | 最佳戏剧表现                     | 提姆·米勒、雷特·瑞斯、保羅·韋尼克                                                          | 提名 | [ 41 ]        |

## 十大佳片
除上述入围外，《死侍》还入选众多影评人的2016年十大佳片：
- 瑞安·罗施克，PopSugar：第一
- 《全面电影》：第二
- 特里西娅·奥尔塞夫斯基，《华盛顿城市报》：第四
- 迈克尔·史密斯，《塔尔萨世界报》：第四
- 博里斯·基特，《荷里活報道》：第五
- Nerdist YouTube频道：第五
- 里克·本特利，《弗瑞斯诺蜂报》：第八
- 史蒂夫·戴维斯，《奧斯汀紀事》：第八
- 麦克·斯科特，《皮卡尤恩时报》：第八
- 雅虎电影：第八
- 埃利·格拉斯纳，加拿大廣播公司：第九
- 欧文·格里伯曼，《综艺》：第九
- 布鲁斯·米勒，《苏城日报》：第九
- 罗德·波科瓦奇特，《威奇托鹰报》：第九
- 肯特·沃尔加莫特，《林肯星报》：第十
- 勒巴·赫兹，《旧金山纪事报》：按字母顺序排名
- 安·李，《英国都会报》：按字母顺序排名